# Alban Kraja
Alban Kraja (Scutari, 1970) è un giornalista e scrittore albanese.

## Biografia
Si è laureato all'Università di Scutari in lingua e letteratura albanese e nel 1993 si è trasferito in Italia. Attualmente risiede a Rimini. Qui nel 1996 è divenuto responsabile dell'associazione degli Albanesi in Italia "Illiria", sotto il cui nome stampa la maggior parte dei suoi testi.
Rappresenta gli immigrati in alcuni organi consultivi italiani.
Le sue opere si basano su una rilettura, spesso fondata su basi nazionalistiche e patriottiche, delle vicende storiche del popolo albanese, dall'Illiria ai nostri giorni.

## Opere
- 24 imperatori albanesi alla guida di Roma, Nardò, Besa, 2001
- Kosovo: la sopravvivenza di un popolo, le vere cause storiche di un conflitto, Rimini, Iliria, 1999
- Skenderbeg la campagna d'Italia, Rimini, Iliria 2003